# Barão de Magé
Barão de Magé, pela grafia actual Majé, é um título nobiliárquico criado por D. João, Príncipe Regente de D. Maria I de Portugal, por Decreto de 13 de Maio de 1810, em favor de Matias António de Sousa Lobato, depois 1.º Visconde de Magé.
Titulares
1. Matias António de Sousa Lobato, 1.º Barão e 1.º Visconde de Magé;
2. Joaquim José de Sousa Lobato, 2.º Barão e 2.º Visconde de Magé.